# Colbertisme

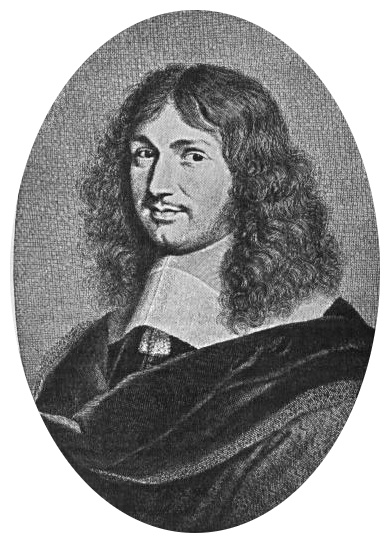
Jean-Baptiste Colbert

De term colbertisme verwijst naar een specifieke vorm van mercantilisme in Frankrijk, die  sterk gericht was op de ontwikkeling van industrie en handel, maar de agrarische activiteiten vrijwel buiten beschouwing liet. Binnen het colbertisme stonden de belangen van de koning en de staat nadrukkelijk voorop. De term is afgeleid van de naam van de grootste voorstander van de theorie, Jean-Baptiste Colbert (1619 - 1683) die tijdens de regeerperiode van Lodewijk XIV (1643 - 1715) minister van Financiën was en de theorie tussen 1665 en 1683 als basis gebruikte voor het Franse economische beleid. 